# Сактаганов, Нурымбет Аманович
Нурымбет Аманович Сактаганов (каз. Нұрымбет Аманұлы Сақтағанов; род. 6 августа 1970, Жуантобе, Созакский район, Южно-Казахстанская область, Казахская ССР) — казахстанский государственный деятель, аким Восточно-Казахстанской области (с 17 февраля 2025).

## Биография
Родился 6 августа 1970 года в селе Жуантобе Созакского района Южно-Казахстанской области.
В 1992 году окончил Кзыл-Ординский педагогический институт, в 2003-м — Московский государственный университет экономики, статистики и информатики по специальности «юриспруденция», в 2017-м — Восточно-Казахстанский университет имени С. Аманжолова по специальности «экономика».
Трудовую деятельность начал в 1992 году учителем средней школы №172 города Кызылорды.
В 1993—1994 гг. служил в рядах Вооружённых Сил Республики Казахстан.
В 1994—1995 гг. — учитель средней школы №9 города Кызылорды.
В 1995—2001 гг. — инспектор, главный инспектор, заместитель руководителя, руководитель отдела Кызылординского областного таможенного управления.
В 2001—2006 гг. — главный инспектор, помощник председателя, начальник отдела Таможенного комитета Министерства государственных доходов Республики Казахстан (Агентства Таможенного контроля, Таможенного комитета Министерства финансов Республики Казахстан).
В 2006—2007 гг. — главный эксперт представительства Правительства в Парламенте Республики Казахстан, руководитель отдела, советник министра экономики и бюджетного планирования Республики Казахстан.
В 2007—2010 гг. — заместитель председателя Комитета по миграции Министерства труда и социальной защиты населения Республики Казахстан.
В 2010—2012 гг. — государственный инспектор отдела государственного контроля и территориально-организационной работы Администрации Президента Республики Казахстан.
В 2012—2015 гг. — заместитель акима Восточно-Казахстанской области.
В 2015—2018 гг. — первый заместитель акима Восточно-Казахстанской области.
В 2018—2021 гг. — аким Уланского района Восточно-Казахстанской области.
С 25 января по 28 июня 2021 года — аким города Семея.
С 15 февраля по 24 июня 2022 года — аким Жарминского района Восточно-Казахстанской области (в мае того же года район вошёл в состав уже новообразованной Абайской области).
В 2022—2023 гг. — заместитель акима Кызылординской области.
В 2023—2025 гг. — первый заместитель акима Восточно-Казахстанской области.
С 17 февраля 2025 года — аким Восточно-Казахстанской области.